# Drymaria axillaris
Drymaria axillaris är en nejlikväxtart som beskrevs av T. S. Brandegee. Drymaria axillaris ingår i släktet Drymaria och familjen nejlikväxter. Inga underarter finns listade i Catalogue of Life.